# Peter Greil
Peter Greil (*  1954 in Adelmannsfelden) ist ein deutscher Werkstoffwissenschaftler.
Greil studierte Kristallchemie und Mineralogie an der Universität Stuttgart mit dem Diplom 1980 und wurde dort 1982 in Metallurgie promoviert. Danach war er bis 1988 am Max-Planck-Institut für Metallforschung in Stuttgart und ab 1988 Professor für Technische Keramik an der TU Hamburg-Harburg. 1992 wurde er Professor für Silikatchemie an der Universität Würzburg und übernahm dort die Leitung des Fraunhofer-Instituts für Silikatforschung. 1993 wurde er Professor für Materialwissenschaften und Lehrstuhlinhaber für Glas und Keramik an der Friedrich-Alexander-Universität Erlangen-Nürnberg. 2015/16 war er Dekan der Ingenieursfakultät.  2020 wurde er emeritiert.
Er befasst sich mit Verarbeitung von Keramiken mit Schwerpunkt nicht-Oxid-Keramiken, Keramik-Verbundstoffe mit Metallen, Metalloxiden und Polymeren und biomorpher zellulärer Keramik. Für die Herstellung neuartiger Keramik-Verbundwerkstoffe entwickelte er neue Verfahren und orientierte sich teilweise an Vorbildern in der Natur (biomimetische Werkstoffe). 
1996 erhielt er den Purdy Award der American Ceramics Society, 2000 den Gottfried-Wilhelm-Leibniz-Preis, 2005 den Seeger-Preis der Deutschen Keramik Gesellschaft und 2016 die Heyn-Münze der Deutschen Gesellschaft für Materialkunde. 2021 wurde er Ehrendoktor des Nagoya Institute of Technology, an dem er 2010 bis 2015 Gastprofessor war. 2015 wurde er Fellow der European Ceramics Society und 2002 Fellow der American Ceramics Society.